# Fundul Galbenei
Fundul Galbenei è un comune della Moldavia situato nel distretto di Hîncești di 2.507 abitanti al censimento del 2004